# Abeelstraat
De Abeelstraat is een straat in het Belgische dorp Mater, in de Vlaamse Ardennen. Het is tevens een heuvel in de Vlaamse Ardennen.

## Wielrennen
De helling is bekend uit onder andere De Reuzen van Vlaanderen, een parcours voor wielertoeristen en ze geldt als een van de zwaardere hellingen in de Vlaamse Ardennen.